# Дражнилка (фольклор)
Дражнилка — дитячий віршик, яким кого-небудь дражнять
Дитяче дозвілля породило свої жанри фольклору — лічилки, скоромовки, дражнилки, ігри тощо
Відвіку народна мудрість давала вихід негативним емоціям дитини у слові, яке супроводжували рухи, стрибки, гримаси — у дражнилках. Наявність дражнилок, їх різноманітність і цензурний характер — показник здорових відносин у дитячому колективі, здатності до адаптації без втручання дорослих і без фізичної розправи. Народна дражнилка всім своїм ладом призначена для того, щоб поставити на місце кривдника, виказати своє ставлення до неприємних відхилень у поведінці, звичках, зовнішньому вигляді. Без дражнилки гра і життя дитини втрачають часом гармонійність, а часом і справедливість. Ефект дражнилки розрахований на багатократне докучливе повторення одних і тих самих римованих рядків.— [джерело?]